# 112e régiment d'infanterie territoriale
Le 112e régiment d'infanterie territorial est un régiment d'infanterie de l'armée de terre française qui a participé à la Première Guerre mondiale.

## Création et différentes dénominations
Le régiment reçoit son numéro par décret du 19 mars 1875, en prévision de la mobilisation.

## Historique des garnisons, combats et batailles du112eRIT

### Première Guerre mondiale

#### Affectations
- 28e Division d'Infanterie d'août à novembre 1918

#### 1917
- Offensive du chemin des Dames

## Drapeau
Il ne porte aucune inscription.